# Marius Nolte
Marius Nolte (* 21. Januar 1981 in Paderborn, Nordrhein-Westfalen) ist ein ehemaliger deutscher Basketballspieler.
Der 2,06 m große und 100 kg schwere Center und Power Forward begann das Basketballspielen beim TV Salzkotten. 2001 wechselte er vom Regionalligisten Salzkotten in den Zweitligakader des Kooperationspartners Paderborn Baskets. In den folgenden Jahren spielte er sich insbesondere durch seinen Einsatzwillen in die erste Fünf der Mannschaft und schaffte mit dem Verein nach saisonübergreifend 50 Siegen in Folge in der Saison 2005/2006 den Aufstieg in die erste Bundesliga. Dort reduzierten sich seine Einsatzzeiten und er kam meistens von der Bank ins Spiel. In der Saison 2008/2009 schaffte er mit dem Verein den Sprung in die Play-offs um die deutsche Meisterschaft, wo man jedoch bereits im Viertelfinale im Entscheidungsspiel der Serie dem Hauptrundenersten Alba Berlin unterlag.
Um noch einmal die Chance zu nutzen bei einem großen Verein zu spielen, wechselte Marius Nolte im Juni 2009 zu den Deutsche Bank Skyliners aus Frankfurt am Main. Dort unterschrieb er einen Vertrag bis zum Ende der Saison 2009/2010, welchen er im Juni 2010 bis zum Ende der Saison 2011/2012 verlängerte.
Nolte verletzte sich in der Vorbereitung auf die Saison 2013/2014 am Knie und musste mehrere Monate pausieren.
Nach der Saison 2013/2014 beendete er seine Karriere als Profi-Basketballspieler. Am 24. April 2014 wurde offiziell bekanntgegeben, dass er ins Management der Fraport Skyliners einsteigt.
Er ist dort als Vertriebs- und Sponsoringleiter aktiv.